# Famille von Stechow
La famille von Stechow est une ancienne famille noble de la région de Mark avec la maison ancestrale du même nom à Stechow dans l'Havelland-de-l'Ouest.

## Histoire

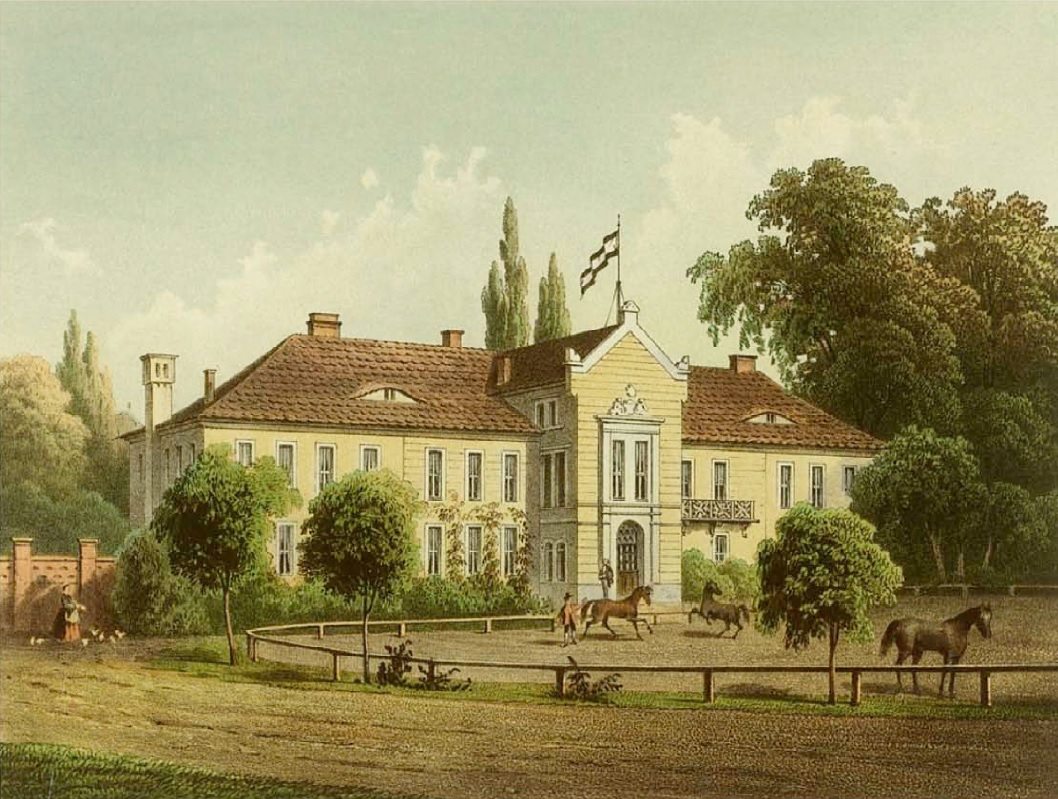
Manoir de Kotzen, collection Alexander Duncker

La famille apparaît pour la première fois avec des noms latinisés dans un document de l'empereur Frédéric Barberousse en 1181 avec les frères Henricus, Wernerus et Gerardus de Stechowe. Ils possèdent des biens à Porstendorf près de Camburg. Seul Heinrich continue la lignée.
Les Stechow sont à l'origine une famille noble. La lignée principale commence en 1298 avec le chevalier Eckard de Stechow zu Rathenow. La lignée de Stechow et la lignée de Kotzen, celle-ci à deux branches, sont généalogiquement formées.
Le 12 mars 1703, Christoph von Stechow est admis dans l'ancienne noblesse seigneuriale de Bohême (de). Le majorat de Plawniowitz dans l'arrondissement de Gleiwitz (Haute-Silésie), avec Ruda et Biskupitz (pl), acquis par Franz-Wolfgang baron von Stechow en 1737, passe à ses descendants, le comte Carl Franz von Ballestrem (de), en 1798. Grâce à ses ressources minières, il pose au XIXe siècle les bases du groupe Ballestrem, l'une des plus grandes sociétés minières de Haute-Silésie.
Aujourd'hui, la famille se présente dans trois branches : branche d'Arnoldsmühle, branche de Fahrland et branche de Kotzen, le château et le domaine de Kotzen étant la propriété de la famille depuis le XIVe siècle jusqu'à la réforme agraire dans la zone d'occupation soviétique de l'Allemagne.
Alexander von Stechow (1938–2020) et sa femme Benita achètent et rénovent le château de Nennhausen, voisin de Kotzen en 1996.

## Armoiries
Le blason de la famille montre trois barres obliques noires en argent, dont chacune est recouverte de trois trèfles verts. Sur le casque avec des lambrequins noirs et argentés, un singe naturel tenant une pomme naturelle dans la main droite.

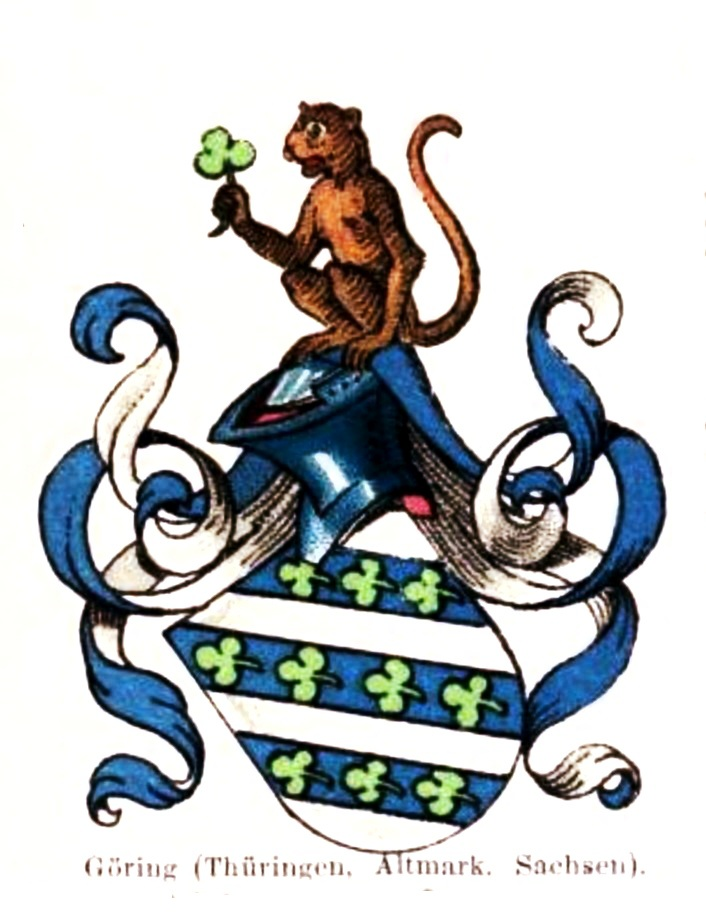
Armoiries de Göring

Il existe une affinité d'armoiries avec les von Schlabrendorff de la Marche et la famille Göring dans l'Altmark, en Thuringe et en Saxe a des armoiries très similaires.
Les armoiries seigneuriales augmentées sont conformes au certificat de récompense de 12. Mars 1703 écartelé, 1 et 4 armoiries familiales de Stechow, 2 et 3 armoiries Priort (en bleu deux demi roues dorées avec les jantes placées l'une contre l'autre). deux casques; à droite Stechow, à gauche une jeune fille en croissance avec des couvertures bleues et dorées, tenant la moitié de la roue d'or dans la main droite, penchant la gauche sur le côté.

## Personnalités
- Thierry de Stechow (de), comme Thierry III de 1459 à 1472 prince-évêque dans le diocèse de Brandebourg (de)
- Kaspar Heinrich von Stechow (de) (1687-1746), colonel prussien et chef du 6e régiment de garnison
- Friedrich Wilhelm von Stechow (de) (1692–1771), colonel prussien et directeur général de l'armée, capitaine officiel à Spandau, chevalier de l'ordre Pour le Mérite
- Christoph Ludwig von Stechow (de) (1698-1772), général de division prussien, chef du 11e régiment de dragons
- Johann Ferdinand von Stechow (de) (1718–1778), lieutenant général prussien et officiel à Driesen, commandant du 29e régiment d'infanterie von Stechow, prélat du chapitre de la cathédrale de Colberg, chevalier de l'Ordre Pour le Mérite et de l'Ordre prussien de l'Aigle noir
- Friedrich Ludwig von Stechow (de) (1771-1839), colonel prussien, chevalier de la Pour le Mérite
- Ferdinand Friedrich von Stechow (1774–1854), administrateur de l'arrondissement de Löwenberg-en-Silésie, prélat du chapitre de la cathédrale de Colberg
- Hedwig von Bredow (de) (1853–1932) née von Stechow, voyageuse, connue sous le nom de "Mère Bredow"
- Johann Karl von Stechow (de) (1902-1969), ambassadeur d'Allemagne
- Hans-Christian von Stechow (1937-2018), colonel de la Bundeswehr, délégué de la République fédérale d'Allemagne auprès de l'OSCE
- Arnim von Stechow (de) (né en 1941), professeur ordinaire de linguistique générale à Tübingen (1992–2006)
- Friedrich-Leopold von Stechow (de) (né en 1942), entrepreneur et manager allemand
- Andreas von Stechow (de) (1943-2013), diplomate allemand